# بوب أوكونور (لاعب كرة قدم أمريكية)
بوب أوكونور (بالإنجليزية: Bob O'Connor)‏ هو لاعب كرة قدم أمريكية أمريكي، ولد في 27 يناير 1904 في إلميرا في الولايات المتحدة، وتوفي في 9 مايو 1998.